# دیادوکیت
دیادوکیت  (به انگلیسی: Diadochite) با فرمول شیمیایی Fe2 [OH - SO4 - PO4].5 H2O از مجموعه کانی هاست و دارای شکستگی ناصاف در زبان یونانی diadokhos به معنای نماینده و معرف است. حل شونده در اسیدها Fe2O۳:۳۸٫۹۷٪  P2O۵:۱۷٫۳۲٪  SO۳:۱۹٫۵۳٪  H2O:۲۴٫۱۸٪   از نظر شکل بلور: ورقه‌ای - میکروکریستالین - توده‌ای - بی شکل، رنگ: زرد قهوه‌ای -زرد - سبز زرد - سفید - دارچینی، شفافیت: نیمه شفاف - غیر شفاف، جلا: کدر، رخ: ندارد، سیستم تبلور: تری کلینیک و در رده‌بندی فسفات است  و منشأ تشکیل آن هیپرژن است.
همایند کانی‌شناسی (پارانژ) آن بوکوسکیت- دلواکزیت- ویویانیت- لیمونیت است
، از نظر ژیزمان استالاکتیت - توده‌ای فراوان است و بیشتر در آلمان شرقی، چک اسلواکی، اطریش، فرانسه، آمریکا، بلژیک و یافت می‌شود.

## منبع
- پردیس کشاورزی ایران